# بوليتسي جينيروسا
بولس أو بوليتسي جينيروسا (بالإيطالية: Polizzi Generosa)‏ هي بلدية في مقاطعة باليرمو في صقلية الإيطالية.

## السكان
في سنة 1861 بلغ عدد السكان 5٬229 نسمة، وتطور العدد ليصل في سنة 2011 لـ 3٬607 نسمة.
يظهر هذا المخطط البياني تطور النمو السكاني لـ بوليتسي جينيروسا